# ええから加減
「ええから加減」（ええからかげん）は、永田俊也の短編小説。第84回オール讀物新人賞を受賞し、『オール讀物』2004年5月号に掲載。翌2005年に講談社より刊行された永田俊也のデビュー単行本『落語娘』に収録。上方女漫才コンビを主人公とした作品。
2012年に東宝により藤山直美と高畑淳子のダブル主演で舞台化された。

## 書誌情報
- 落語娘（2005年12月12日、講談社、ISBN 978-4-06-213220-6、「落語娘」に併録）
- 落語娘（2008年6月13日、講談社文庫、ISBN 978-4-06-276004-1、「落語娘」に併録）

## 舞台
東宝により田村孝裕の脚本・演出、藤山直美と高畑淳子のダブル主演で舞台化され、2012年7月に東京・シアタークリエにて初演。翌2013年9月から12月に全国10会場にて再演された。
2017年10月に4年ぶりの上演が予定されていたが、藤山の病気療養による降板に伴い高畑主演の『土佐堀川 近代ニッポン―女性を花咲かせた女 広岡浅子の生涯』へ演目変更された。

### キャスト
- 海野濱子 - 藤山直美
- 海野宇多恵 - 高畑淳子
- 竹内伸一郎 - 赤井英和
- 堤文明 - 田山涼成
- 横山泰平 - 逢坂じゅん
- 岩崎チカコ - 三倉佳奈
- 波多野正明 - 芋洗坂係長
- 佐々岡正則 - 武岡淳一（初演）、朝倉伸二（再演）
- 綿貫真理絵 - 越智静香
- 野尻タツオ - 矢部太郎
- 大神アキラ - 加藤義宗（初演）、篠田光亮（再演）

### スタッフ
- 原作 - 永田俊也「ええから加減」（講談社文庫『落語娘』所収）
- 脚本・演出 - 田村孝裕
- 漫才監修 - 増田英彦（ますだおかだ）[5]
- 企画・製作 - 東宝/コマ・スタジアム

### 受賞歴
- 第20回（2013年）読売演劇大賞 最優秀女優賞（高畑淳子[注 1]）[6]
- 第38回（2012年度）菊田一夫演劇賞 演劇大賞（藤山直美、高畑淳子）[7]